# رونالد ستيوارت بارك
رونالد ستيوارت بارك (بالإنجليزية: Ronald Stuart Park)‏ هو عسكري نيوزيلندي، ولد في 1895، وتوفي في 1980.